# Al-Fateh SC
al-Fateh Sports Club (arabisch نادي الفتح الرياضي, DMG Nādī l-Fatḥ ar-riyāḍī) ist ein saudi-arabischer Sportverein mit Sitz in Hofuf (Al-Hasa). Er wurde 1958 gegründet.
Er ist bekannt für seinen professionellen Fußballverein al-Fateh FC.
Der Verein trägt seine Heimspiele im Prince Abdullah bin Jalawi Stadium.
Sein Spitzname al-Namothaji (das Vorbild) ist darauf zurückzuführen, dass der Verein in fast allen Sportarten in der nationalen Top-Liga spielt. Das Fußballteam erzielte seinen bisher größten Erfolg, als es die Saudi Professional League 2012/13 gewann. Im Jahr darauf spielte der Verein in der  AFC Champions League 2014, schied allerdings in der Gruppenphase aus.

## Erfolge
- Saudischer Meister: 2013
- Saudischer Supercupsieger: 2014

## Bekannte Spieler
- Élton (2011–2016)
- Ukra (2016–2017)
- André Almeida Pinto (2019–2020)
- Maksym Kowal (2019–2022)
- Cristian Tello (2023–)

## Bekannte Trainer
- Ricardo Sá Pinto (2016)